# Грей, Томас, 15-й барон Грей из Уилтона
Томас де Грей (англ. Thomas de Grey; умер 9 июля 1614, Тауэр, Лондон, Королевство Англия) — английский аристократ, 15-й барон Грей из Уилтона с 1593 года. Враждовал с Робертом Деверё, 2-м графом Эссексом, в 1603 году был обвинён в заговоре против короля Якова I и приговорён к смерти вместе с Генри Бруком, 11-м бароном Кобемом, остаток жизни провёл в заключении. Стал последним представителем рода.

## Биография
Томас де Грей принадлежал к знатному семейству, представители которого владели землями в Уилтшире и с XIII века вызывались в парламент как лорды. Он был единственным сыном Артура де Грея, 14-го барона Грея из Уилтона, и его второй жены Сибиллы Джейн Моррисон. В 1588 году Грей участвовал в боях с испанской Непобедимой армадой, в 1593 году унаследовал баронский титул и семейные владения. Он был амбициозным человеком, из-за чего конфликтовал со многими влиятельными людьми. Так, осенью 1598 года, по словам Чемберлена, «произошла некоторая размолвка» между Греем и Фрэнсисом де Вером: барон претендовал на пост командующего английской армией в Нидерландах, но не получил это назначение.
В марте 1599 года Грей был в числе добровольцев, отправившихся в Ирландию вместе с новым лордом-наместником Робертом Деверё, 2-м графом Эссексом. Он получил под своё командование кавалерийский полк, но его отношения с графом вскоре испортились. В одном из писем Эссекс умолял барона быть только его другом и разорвать связи с сэром Робертом Сесилом; тот отказался, сказав, что он перед Сесилом в большом долгу. С этого момента Деверё и его друг Генри Ризли, 3-й граф Саутгемптон, относились к Грею как к своему врагу. В одной из стычек с ирландцами барон начал атаку без приказа непосредственного командира (Саутгемптона), из-за чего был на время арестован и счёл себя опозоренным, а потому начал думать о мести.
В мае 1600 года Грей уехал из Ирландии в Нидерланды, где поступил на службу к Генеральным штатам. Королева Елизавета I была разгневана этим самовольным поступком, но в июле того же года Сесил направил Генри Брука, 11-го барона Кобема, и сэра Уолтера Рэйли в Остенде, чтобы заверить барона в том, что монархиня к нему по-прежнему благосклонна. Это была первая и единственная из упомянутых в источниках встреча Грея, Рэйли и Кобема, впоследствии обвинённых в заговоре против короны. Под началом Морица Оранского барон сражался при Ньивпорте 2 июля 1600 года, где была одержана победа над испанцами, и был ранен в лицо.
В начале 1601 года Грей вернулся в Лондон. Королева, зная о вражде между ним и Саутгемптоном, лично предупредила обоих о необходимости соблюдать мир, но в январе 1601 года барон всё же напал на графа на улице, после чего оказался во Флитской тюрьме. Эссекс был глубоко оскорблён этим нападением, укрепившим его в намерении насильственно удалить из Королевского совета своих личных врагов. Вскоре Грей вышел на свободу. 8 февраля 1601 года он командовал кавалерией в составе войск, подавивших восстание Эссекса, а 19 февраля был в составе комиссии, которая судила Деверё и Ризли и приговорила их к смертной казни. Очевидец пишет, что, когда на открытии процесса секретарь суда назвал имя Грея в качестве комиссара, Эссекс презрительно рассмеялся и дёрнул Саутгемптона за рукав. Вскоре Эссекс был обезглавлен, а Саутгемптон сохранил жизнь, но остался в заключении.
В мае 1602 года Грей вернулся в Нидерланды, но быстро решил, что Генеральные штаты им пренебрегают. Он приписал это ревности сэра Фрэнсиса де Вера и вернулся домой в октябре, сильно озлобленный. В начале 1603 года Елизавета пожаловала барону земли, приносившие ежегодный доход в 500 фунтов стерлингов. 24 марта того же года королева умерла; Грей присутствовал на спешно организованном заседании Королевского совета, где было решено признать права на престол короля Шотландии Якова Стюарта. Согласно воспоминаниям очевидца, барон «как ревностный патриот, пожелал, чтобы королю были отправлены статьи о сохранении свобод и основных законов королевства», но поддержал его в этом только сэр Джон Фортескью.
Историки полагают, что Грей с самого начала негативно относился к воцарению Якова I. Барону не могло понравиться освобождение графа Саутгемптона, которого он случайно встретил в приёмной королевы Анны в июне 1603 года, он жаловался на многочисленных шотландцев, приехавших в Англию вслед за королём в поисках счастья. Друг Грея Джордж Брук (брат барона Кобема), тоже недовольный новым режимом, организовал заговор совместно с Уильямом Уотсоном, сэром Гриффином Маркемом и другими рекузантами, которые хотели захватить короля и заставить его одобрить ряд уступок католической церкви. Барон, будучи пуританином, не мог в полной мере сочувствовать этому замыслу, но он позволил Бруку познакомить его с заговорщиками и, по-видимому, согласился с тем, что от короля нужно добиваться объявления религиозной терпимости. Однако Грей не мог скрыть свою неприязнь к католицизму. Вскоре он заявил заговорщикам, что может донести на них властям, а Уотсон со своей стороны предложил товарищам убедить Грея руководить захватом короля, чтобы потом отбить у него Якова и зарекомендовать себя в качестве католиков-патриотов.
Открытое выступление должно было состояться 24 июня 1603 года. До наступления этого дня Грей окончательно отказался участвовать в нападении на короля. Власти узнали о заговоре, Уотсон и остальные бежали из Лондона. Барон переправился в Слейс, там был арестован и оказался в Тауэре. На допросе он всё отрицал, а в письме матери сообщил, что собирал данные о католическом заговоре в интересах короны. Параллельно появились данные о заговоре лорда Кобема и Рэйли. Следствие попыталось найти связь между ним и делом Уотсона, потерпело в этом неудачу, но Грей и Кобем всё же предстали перед судом пэров вместе (18 ноября). Грей энергично защищался, ссылаясь в том числе на заслуги своих предков. Тем не менее его приговорили к смертной казни. 10 декабря барон, Кобем и Маркхэм поднялись на эшафот, но получили отсрочку и вернулись в Тауэр.
Грей написал королю письмо с благодарностью за его милосердие, а впоследствии подал множество прошений об освобождении. Тем не менее он так и не вышел из Тауэра. Томасу разрешили переписываться с друзьями, известно, что он с интересом следил за ходом войны в Нидерландах. В 1613 году за него просил Фридрих, курфюрст пфальцский, приехавший в Англию, чтобы жениться на дочери Якова, но эта просьба не возымела действия. Режим содержания Грея даже был ужесточён из-за его контактов с одной из служанок леди Арабеллы Стюарт, находившейся в соседней камере. Барон умер в Тауэре 9 июля 1614 года.

## Семья и наследство
Томас Грей не был женат и не оставил законного потомства. Поэтому титул барона Грея из Уилтона не использовался до 1784 года, когда был создан заново для Томаса Эгертона (потомка Греев по женской линии). Владения Томаса перешли к фавориту короля Джорджу Вильерсу, впоследствии 1-му герцогу Бекингему.